# Pierre Morange
Pour l’article ayant un titre homophone, voir Pierre Morhange.
Pour les articles homonymes, voir Morange.
Pierre Morange, né le 8 septembre 1956 à Clermont-Ferrand (Puy-de-Dôme), est un homme politique français.
Membre du parti Les Républicains, il est député de la sixième circonscription des Yvelines de 1999 à 2017. Il est maire de Chambourcy depuis 1995.

## Biographie
Pierre Morange débute au milieu des années 1980 une carrière de médecin généraliste à Chambourcy.
Conseiller municipal dès 1989, il devient maire de Chambourcy en 1995. Choisi comme suppléant par Michel Péricard (journaliste et ancien maire de Saint-Germain-en-Laye) lors du scrutin législatif de 1997, Pierre Morange devient député de la 6e circonscription en mars 1999 au décès de Michel Péricard.
Il est réélu maire de Chambourcy en 2001 et élu député en 2002 avec plus de 67 % des voix. Il est réélu au premier tour en juin 2007 avec 54 % des voix, puis en juin 2012 avec 60 % des voix. En mars 2014, il est à nouveau élu maire de Chambourcy avec 60 % des voix.
Il annonce, le 6 février 2017, dans Le Parisien, employer sa compagne, dont il dévoile le nom : Anne Messier (conseillère régionale d'Île-de-France). Il dit également ne pas avoir embauché une proche, mais que c'est son assistante parlementaire qui est devenue sa compagne. Il se dit donc étranger à la polémique concernant l'emploi de proches en tant qu'assistant parlementaire, qui a éclaté après l'affaire Fillon. Pour lui, le seul sujet qui compte, c'est le caractère effectif du travail.

## Mandats
- 20/03/1989 - 18/06/1995 : membre du Conseil municipal de Chambourcy (Yvelines)
- 25/06/1995 - 18/03/2001 : maire de Chambourcy (Yvelines)
- 02/02/1999 - 18/06/2002 : député
- 18/03/2001 - 09/03/2008 : réélu Maire de Chambourcy (Yvelines)
- 10/06/2007 - 17/06/2012 : député (élu avec 54,06 % des voix au 1er tour, soit le plus haut score de l'actuelle sixième circonscription des Yvelines -- découpage de 1988)
- 09/03/2008 - 23/03/2014 : réélu maire de Chambourcy au premier tour avec 61 % des voix (Yvelines)
- 18/06/2012 - 18/06/2017 : réélu député (au 2e tour avec 59,60 % des voix, 2e meilleur résultat des Yvelines)
- 23/03/2014 - 25/03/2020 : réélu maire de Chambourcy au premier tour avec 67,70 % des voix (Yvelines)
- 25/03/2020 - : réélu maire de Chambourcy au premier tour avec 73,00 % des voix (Yvelines)